# Hovinhalli, Chincholi
Hovinhalli là một làng thuộc tehsil Chincholi, huyện Gulbarga, bang Karnataka, Ấn Độ.